# Tử ngoại

Hình Mặt Trời nhìn dưới bước sóng tia tử ngoại 17,1 nm bằng kính viễn vọng tử ngoại của tàu vũ trụ SOHO

Tia cực tím gây hại cho DNA của sinh vật theo nhiều cách. Một trong những cách phổ biến nhất là tác động để tạo liên kết bất thường giữa 2 đơn phân kế cận thay vì giữa các đơn phân bổ sung trên 2 mạch đối nhau (tạo bậc thang). Kết quả là DNA có một chỗ phình trong cấu trúc và nó không còn có thể thực hiện những chức năng bình thường nữa.

Tia tử ngoại, tia cực tím hay tia UV (tiếng Anh: Ultraviolet) là sóng điện từ có bước sóng ngắn hơn ánh sáng nhìn thấy nhưng dài hơn tia X. Phổ tia cực tím có thể chia ra thành tử ngoại gần (có bước sóng từ 380 đến 200 nm) và tử ngoại xạ hay tử ngoại chân không (có bước sóng từ 200 đến 10 nm).
Khi quan tâm đến ảnh hưởng của tia cực tím lên sức khỏe con người và môi trường, thì phổ của tia cực tím chia ra làm các phần: UVA (380-315 nm), hay gọi là sóng dài hay "ánh sáng đen"; UVB (315-280 nm) gọi là bước sóng trung bình; và UVC (ngắn hơn 280 nm) gọi là sóng ngắn hay có tính tiệt trùng.
| Tên                | Bước sóng        | Tần số (Hz)       | Năng lượng photon (eV) |
| ------------------ | ---------------- | ----------------- | ---------------------- |
| Tia gamma          | ≤ 0,01 nm        | ≥ 30 EHz          | 124 keV - 300+ GeV     |
| Tia X              | 0,01 nm - 10 nm  | 30 EHz - 30 PHz   | 124 eV - 124 keV       |
| Tia tử ngoại       | 10 nm - 380 nm   | 30 PHz - 790 THz  | 3.3 eV - 124 eV        |
| Ánh sáng nhìn thấy | 380 nm-760 nm    | 790 THz - 430 THz | 1.7 eV - 3.3 eV        |
| Tia hồng ngoại     | 760 nm - 1 mm    | 430 THz - 300 GHz | 1.24 meV - 1.7 eV      |
| Vi ba              | 1 mm - 1 met     | 300 GHz - 300 MHz | 1.7 eV - 1.24 meV      |
| Radio              | 1 mm - 100000 km | 300 GHz - 3 Hz    | 12.4 feV - 1.24 meV    |

## Từ nguyên
Tên "tử ngoại" (紫外) có nghĩa là "ngoài mức tím", màu tím là màu sắc có bước sóng ngắn nhất trong ánh sáng nhìn thấy.

## Khái quát
Trong kỹ thuật quang thạch bản, hay kỹ thuật laser cực tím, thuật ngữ tia cực tím sâu hay DUV để nói đến bước sóng dưới 300 nm.
Cực tím có nghĩa là trên của tím. Sắc tím là màu có bước sóng ngắn nhất có thể nhìn thấy. Một vài bước sóng của tia cực tím dân gian gọi là ánh sáng đen, vì chúng vô hình với mắt người. Một vài động vật, như chim, bò sát, và côn trùng như ong, có thể nhìn tia cực tím ngắn. Một vài loại trái cây, hoa, và hạt sặc sỡ hơn trong môi trường tia cực tím, so sánh hình ảnh trong ánh sáng thường nhìn bởi mắt người, để hấp dẫn các côn trùng và chim. Một vài loài chim có những hình thù trên bộ cánh chỉ nhìn được dưới tia cực tím, không thể nhìn được dưới ánh sáng. Nước tiểu của một số loài động vật cũng chỉ có thể thấy bằng tia cực tím.
Mặt Trời tỏa ra tia cực tím UVA, UVB và UVC, nhưng bởi vì sự hấp thụ của tầng ozone, 99% tia cực tím đến được mặt đất là thuộc dạng UVA. Bản thân tầng ozone được tạo ra nhờ phản ứng hóa học có sự tham gia của tia UVC.
Các thủy tinh thông thường trong suốt với tia UVA nhưng mờ đục với các tia sóng ngắn hơn. Silic hay thạch anh, tùy theo chất lượng, có thể trong suốt với cả tia cực tím chân không.

## Phân loại
Phổ điện từ của tia cực tím có thể được chia theo một số cách. Tiêu chuẩn ISO xác định dựa trên độ chiếu xạ năng lượng mặt trời, ISO-21348 được phân loại theo bảng sau đây:
| Tên                 | Ký hiệu   | Bước sóng (nanômét) | Năng lượng photon (eV) | Ghi chú/Tên khác |
| ------------------- | --------- | ------------------- | ---------------------- | --- |
| Tử ngoại            | UV        | 450 – 1000 nm       | 3,10 – 12,4 eV         | Tuỳ vào bước sóng khác nhau, sẽ gây tác hại, xâm nhập vào tầng hạ bì của da con người.                                                             |
| Tử ngoại A          | UVA       | 315 – 400 nm        | 3,10 – 3,94 eV         | Bước sóng dài (từ 340-400 nanomet) sẽ xâm nhập vào tầng hạ bì của da, phá hủy Collagen khiến da nhanh chóng lão hóa.                               |
| Tử ngoại B          | UVB       | 280 – 315 nm        | 3,94 – 4,43 eV         | Tia UVB là nguyên nhân chính gây nên bỏng nắng, kích ứng da và ung thư da. Cũng có tác dụng tốt là giúp tổng hợp vitamin D trong cơ thể con người. |
| Tử ngoại C          | UVC       | 100 – 280 nm        | 4,43 – 12,4 eV         | Bước sóng ngắn, khử trùng, bị tầng ozone và khí quyển hấp thụ hoàn toàn.                                                                           |
| Tử ngoại gần        | NUV       | 300 – 400 nm        | 3,10 – 4,13 eV         | Nhìn thấy được đối với chim, côn trùng và cá. |
| Tử ngoại trung      | MUV       | 200 – 300 nm        | 4,13 – 6,20 eV         | |
| Tử ngoại xa         | FUV       | 120 – 200 nm        | 6,20 – 10,16 eV        | Bức xạ ion hóa ở các bước sóng ngắn hơn. |
| Lyman-alpha hydro   | H Lyman-α | 121 – 122 nm        | 10,16– 10,25 eV        | Vạch quang phổ ở 121,6 nm, 10,20 eV. |
| Tử ngoại cực xa     | EUV       | 10 – 121 nm         | 10,25 – 124 eV         | Bức xạ ion hóa hoàn toàn theo một số định nghĩa; bị khí quyển hấp thụ hoàn toàn.                                                                   |
| Tử ngoại chân không | VUV       | 10 – 200 nm         | 6,20 – 124 eV          | Bị hấp thụ mạnh bởi oxy trong khí quyển, mặc dù các bước sóng trong khoảng 150–200 nm có thể truyền qua nitơ.                                      |

Tử ngoại chân không được đặt tên như thế là vì nó bị hấp thụ trong không khí, do đó chỉ sử dụng được trong chân không. Với bước sóng từ 150-200 nm, thì chủ yếu là bị oxy trong không khí hấp thụ, do đó chỉ cần thao tác trong một môi trường không có oxy (thường là môi trường nitơ tinh khiết), chứ không cần phải dùng đến buồng chân không.

## Tác dụng đối với cơ thể

### Lợi ích
Tia cực tím giúp tổng hợp vitamin D trong cơ thể bằng cách khi chiếu tia cực tím vào da thì chính dehydrocholesterol sẽ chuyển thành vitamin D. Ngoài ra, ở liều lượng vừa phải tia cực tím còn kích thích mọi quá trình hoạt động chính của cơ thể.

### Tác hại
Tia cực tím có thể gây tai biến về mắt khi không đeo kính bảo hộ. Tác hại cấp tính có thể xảy ra trong chỉ một lúc khi ra ngoài trời đang nắng gắt. Tương tự như khi da bị cháy nắng, các tế bào bao bọc mắt có thể bị hủy do tia nắng, nhất là khi phản chiếu dội lên từ mặt tuyết, xi-măng, cát hay nước.Sau khi bị chiếu từ 6 - 15 giờ, bệnh nhân có những rối loạn thị giác như giảm thị lực, nhìn thấy quầng bao quanh các nguồn sáng. Sau đó cảm thấy như có dị vật ở trong mắt, chảy nước mắt, rất sợ ánh sáng. Thông thường tiến triển tốt và trong khoảng 8 giờ thì khỏi, nhưng cũng có những thể nặng kéo dài vì kèm theo nhiễm khuẩn. Ngoài ra tia cực tím cũng là tác nhân gây say nắng
Những hậu quả nghiêm trong như khi ra nắng nhiều lần trong thời gian dài, tia cực tím có khả năng gây các chứng bệnh mắt trầm trọng hơn, như suy hoại võng mạc và cườm mắt - làm lòa hay mù mắt.
Với chuyên khoa da liễu: tia cực tím có thể gây ra ung thư da, u hắc tố (Melanome)....
Bức xạ cực tím UV (ultra violet) và các bức xạ khác có trong ánh sáng mặt trời có hại đối với sức khỏe của con người. Chúng là nguyên nhân gây nên một số bệnh về da hay mắt như da sạm nắng, thoái hóa da, đục nhân, thoái hóa hoàng điểm, hạt kết giác mạc... dẫn đến tình trạng suy giảm thị lực. Vậy nên chúng ta cần xem xét bản chất của chúng là gì cũng như cách phòng tránh chúng như thế nào?
Về bản chất, bức xạ UV (hay còn gọi là Tia cực tím, Tia tử ngoại, Tia UV) là sóng điện từ có bước sóng ngắn hơn ánh sáng nhìn thấy nhưng dài hơn tia X, chúng không thể nhìn thấy bằng mắt thường. Trong các nghiên cứu ảnh hưởng của tia cực tím có trong ánh sáng mặt trời lên sức khỏe con người và môi trường, thì phổ của tia cực tím chia ra làm các phần:
* Tia UVC: Có bước sóng trong khoảng từ 100 đến 280 nm (nanometer). Đây là vùng tia UV có năng lượng cao nhất.
* Tia UVB: Vùng bức xạ này có bước sóng dài hơn một chút (khoảng 280 đến 315 nm) và năng lượng thấp hơn vùng tia UVC.
* Tia UVA: Vùng tia này gần với vùng ánh sáng nhìn thấy, có năng lượng thấp hơn vùng tia UVB và UVC (có bước sóng nằm trong khoảng 315 đến 380 nm).

### Các ảnh hưởng của tia UV tới sức khỏe của con người
Do là vùng bức xạ có năng lượng cao nhất nên tia UVC có khả năng gây tổn hại nhất cho đôi mắt và làn da bạn. May mắn cho chúng ta là tầng ozone trong bầu khí quyển đã ngăn chặn gần như toàn bộ tia UVC này. Tuy nhiên hiện nay do nhiều tác động, tầng ozone bảo vệ Trái Đất của chúng ta đang ngày càng yếu (mỏng đi và có nhiều lỗ thủng) cũng có khả năng cho phép các bức xạ năng lượng cao UVC này lọt xuống bề mặt Trái Đất, rất dễ gây nên các vấn đề sức khỏe trầm trọng. Các bức xạ UVB thì có thể đi xuyên qua tầng ozone (mặc dù cũng đã được lọc một phần). Chúng chỉ chiếm khoảng 3% trong phổ tia UV do mặt trời chiếu và đi xuống tới Trái Đất.
Tia UVB kích thích quá trình chuyển hóa Melanin (một loại sắc tố da), nguyên nhân làm cho da trở nên tối đi, tạo ra sự rám nắng. Nếu với cường độ cao, tia UVB sẽ gây nên hiện tượng cháy nắng, làm tăng các nguy cơ bị ung thư da. Tia UVB cũng gây nên các hiện tượng bị bạc màu da, các nếp nhăn và các dấu hiệu khác sớm trước tuổi. Với đôi mắt, do giác mạc của chúng ta hấp thu hầu hết các bức xạ UVB này nên chúng không phải là nguyên nhân chính gây nên các hiện tượng đục thủy tinh thể hay thoái hóa hoàng điểm mà chủ yếu gây nên các bệnh giác mạc như viêm giác mạc, hạt kết giác mạc, mộng. Còn tia UVA, đây là lượng bức xạ cực tím có nhiều nhất (chiếm tới 97%), do chúng dễ dàng xuyên qua tầng ozone bảo vệ Trái Đất. Tia UVA có thể xuyên qua giác mạc, đi vào thủy tinh thể hay võng mạc ở bên trong mắt. Nếu phơi dưới bức xạ UVA quá lâu sẽ dẫn đến hiện tượng bị đục nhân mắt hay thoái hóa hoàng điểm.

### Bức xạ HEV
Các nghiên cứu mới còn cho thấy rằng không chỉ có tia cực tím mới gây tổn hại đến sức khỏe của con người, mà vùng bức xạ nhìn thấy có năng lượng cao có trong ánh sáng mặt trời (the sun's high-energy visible radiation), viết tắt là bức xạ HEV (hay còn gọi là vùng ánh sáng xanh - bluelight) cũng có thể làm gia tăng các nguy cơ tổn hại (như thoái hóa hoàng điểm) trong một thời gian dài.
Giống như tên gọi, vùng bức xạ HEV – high-energy visible hay blue light là vùng ánh sáng nhìn thấy được có năng lượng cao. Mặc dù tia HEV có bước sóng dài hơn (cỡ 400 đến 500 nm) và có năng lượng thấp hơn tia UV, tuy nhiên thì chúng cực kỳ dễ dàng trong việc vượt qua cả giác mạc lẫn thủy tinh thể xâm nhập vào tận sâu bên trong mắt và có thể gây ra các tổn hại cho võng mạc.
Theo như kết quả nghiên cứu được công bố ở châu Âu tháng 12 năm 2008 trên tạp chí Archives of Ophthalmology, thì những người có nồng độ vitaminC và các chất chống oxy hóa khác trong huyết tương thấp đặc biệt dễ xuất hiện các nguy cơ bị tổn hại võng mạc từ vùng ánh sáng HEV này.

### Các nhân tố ảnh hưởng đến sự phân bố tia UV và HEV
Bất cứ ai mà hay phải ra ngoài trời nhiều đều có nguy cơ bị các tổn hại về mắt do các bức xạ UV.  Tuy nhiên thì mức độ ảnh hưởng, hay mật độ UV hay HEV có trong ánh sáng mặt trời không phải chỗ nào cũng như nhau, lúc nào cũng như nhau. Nó còn phụ thuộc các yếu tố:
* Vị trí địa lý: Cường độ UV thường lớn ở những vùng nhiệt đới nhất là các khu vực gần xích đạo. Ở xa hơn vị trí này các nguy cơ sẽ ít hơn.
* Độ cao so với mực nước biển: Cường độ UV thường lớn ở những nơi có độ cao.
* Thời gian trong ngày: Bức xạ UV, HEV thường cao vào những giờ buổi trưa khi mặt trời ở vị trí cao và chiếu sáng trực tiếp, thường khoảng từ 10h sáng đến 2h chiều.
* Khung cảnh, môi trường: Mức độ UV, HEV thường lớn ở những nơi có không gian rộng, đặc biệt khi có những bề mặt phản xạ cao, như mặt tuyết và mặt cát. Trên thực tế, mức độ phơi UV gần như tăng gấp đôi khi tia UV được phản xạ từ các bề mặt tuyết. Trong các khu vực thành phố ít tia UV hơn do có các tóa nhà cao tầng và bóng râm cây cối ở trong phố.
* Các loại dược phẩm cũng có tác dụng hạn chế sự ảnh hưởng: Chắc chắn là các loại dược phẩm, như tetracycline, thuốc sulfa, thuốc tránh thai, diuretics hay tranquilizers, có thể làm tăng sức đề kháng của con người đối với các bức xạ UV và HEV.
* Một điều quan trọng nữa là bóng râm của các đám mây hầu như không hề làm ảnh hưởng đến mức độ UV: Các nguy cơ phơi nhiễm UV giảm không đáng kể kể cả trong những ngày sương mù hay râm mát. Điều này là bởi vì UV là các bức xạ không nhìn thấy, chứ không phải ánh sáng thông thường và chúng có thể xuyên qua các đám mây.

### Định lượng bức xạ UV
Ở Mỹ hai tổ chức bảo vệ môi trường - the U.S. Environmental Protection Agency (EPA) và Cục dự báo thời tiết - the National Weather Service (NWS) đã tiến hành đo đếm tia cực tím từ đó đưa ra chỉ số UV (UV index) để định lượng hóa mức độ UV, nhằm dự báo mức độ bức xạ cực tím cho mỗi ngày. Và báo động cho mọi người những ngày mà mức độ bức xạ UV mặt trời được cho rằng sẽ cao bất thường. Cách tính toán được mô tả đơn giản, được chia theo các mức tỷ lệ từ 1 đến 11+ có kèm theo các khuyến cáo.
Trẻ em đặc biệt cần được bảo vệ khỏi tia UV, thậm chí cần thiết hơn so với người trưởng thành. Bởi các nguy cơ ảnh hưởng do tia UV từ mặt trời tới mắt và da được tích lũy dần, có nghĩa là những nguy hiểm sẽ tiếp tục gia tăng trong suốt cuộc đời chúng ta. Vậy nên cần lưu ý bảo vệ cho chúng từ sớm để tránh sự tích lũy lâu dài. Hơn nữa, trẻ thường có thói quen hay ra ngoài nhiều hơn người lớn nên cần lưu ý đặc biệt. Tốt nhất hãy tập cho các con bạn bảo vệ tia cực tím bằng cách đeo một chiếc kính râm tốt, khuyến khích chúng đội mũ khi ra ngoài để giảm thiểu thêm sự phơi nhiễm trong những ngày nắng.

## Tác dụng đối với môi trường
Tia cực tím có thể khử khuẩn vì tác dụng rất mạnh trên Nucleo Protein của vi khuẩn, nó có thể làm biến dạng hoặc giết chết vi khuẩn. Hiệu lực diệt khuẩn của tia cực tím không những tuỳ thuộc mật độ, thời gian chiếu tia, điều kiện môi trường mà còn tùy thuộc vào sức chịu đựng của vi khuẩn. Ngoài ra do tác dụng của tia cực tím, không khí có thể sinh ra ôzôn cũng có khả năng tiêu diệt vi khuẩn.

### Khử khuẩn nước
Vùng bức xạ cực tím có tác dụng diệt khuẩn nhiều nhất là vùng có bước sóng 280 - 200 nm. Những đèn phát tia cực tím thường được đặt ngầm ở trong nước. Lớp nước chảy qua đèn có độ dày khoảng 10 – 15 cm và phải được chiếu trong 10 - 30s. Tia cực tím chỉ xuyên được qua nước trong không màu. Khi màu và độ đục tăng thì tác dụng diệt khuẩn giảm. Ưu điểm của phương pháp diệt khuẩn bằng tia cực tím là không ảnh hưởng tới mùi vị của nước. Nhưng phương pháp này còn có nhược điểm là tác dụng diệt khuẩn không bền, sau này nước có thể bị nhiễm khuẩn lại và chỉ áp dụng được khi nước trong. Khả năng diệt khuẩn phụ thuộc vào điện thế nguồn điện, khi điện thế giảm 10% thì khả năng diệt khuẩn sẽ giảm 15 - 20%.

### Khử khuẩn không khí
Để khử khuẩn không khí khi có người ở trong phòng có hai cách là chiếu xạ trực tiếp và chiếu xạ gián tiếp.

#### Chiếu xạ trực tiếp
Các đèn diệt khuẩn được treo lên ở một độ cao cần thiết, đảm bảo luồng bức xạ cực tím trực tiếp chiếu rọi nơi làm việc. Trong điều kiện này, người làm việc ở trong phòng phải có phương tiện bảo vệ mắt (kính) và những chỗ da hở để phòng ngừa bị bỏng.

#### Chiếu xạ gián tiếp
Các đèn diệt khuẩn được đặt với mặt phản chiếu quay lên trên, ở mức cao hơn tầm người (2 - 2,5m). Luồng tia cực tím hướng lên trần nhà, tiêu diệt vi khuẩn ở những lớp không khí trên; khi phản chiếu từ trần và tường nó tiêu diệt vi khuẩn ở nấc không khí thấp hơn. Do tác động của các dòng đối lưu, các lớp không khí trên đã được khử khuẩn dần dần bị thay thế bằng các lớp ở dưới chưa diệt khuẩn, nhờ đó qua một thời gian toàn bộ không khí sẽ được khử khuẩn...

## Ứng dụng bảo mật tiền và tài liệu quý
Bảo mật tài liệu dùng tia tử ngoại thực hiện cho tài liệu quan trọng như hộ chiếu, tiền hay chứng chỉ ngân hàng, thẻ tín dụng,... Tùy theo mức bảo mật mà khi chế tạo nền giấy hay nhựa, những chất có phản ứng xác định với dải tia tử ngoại nhất định, được in vào giấy theo hình ảnh xác định. Ở mức phức tạp cao thì hình ảnh có thể hiện ra với độ nét cao và màu sắc thay đổi. Các máy kiểm tra dùng đèn tử ngoại có khoảng phổ đã thiết kế chiếu lên giấy sẽ làm rõ những yếu tố bảo mật có hay không.
Ví dụ bảo mật đơn giản là thẻ tín dụng Visa, còn dạng phức tạp là hộ chiếu Canada khi chiếu tia cực tím sẽ nổi hình pháo hoa và nhà Quốc hội trông như được chiếu sáng.

## Thiên văn học tử ngoại
Thiên văn học tử ngoại hay thiên văn học cực tím thực hiện quan sát vũ trụ bằng tia tử ngoại, ở bước sóng 10 - 320 nm. 
Ánh sáng ở các chiều dài sóng này bị khí quyển Trái Đất hấp thụ, vì thế những quan sát tử ngoại thường được tiến hành từ tầng cao khí quyển hay từ không gian.
Thiên văn học cực tím thích hợp nhất để nghiên cứu bức xạ nhiệt và các đường phát xạ từ các ngôi sao xanh nóng (Sao OB) rất sáng trong dải sóng này. Điều này gồm các ngôi sao xanh trong các thiên hà khác, từng là các mục tiêu của nhiều cuộc nghiên cứu cực tím. Các vật thể khác thường được quan sát trong ánh sáng cực tím gồm tinh vân hành tinh, tàn tích sao siêu mới, và nhân thiên hà hoạt động. Tuy nhiên, ánh sáng cực tím dễ dàng bị bụi liên sao hấp thụ, và việc đo đạc ánh sáng cực tím từ các vật thể cần phải được tính tới số lượng đã mất đi.

## Thư viện ảnh

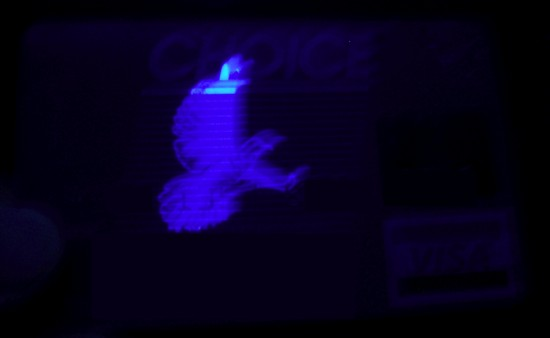
Hình ảnh một con chim trên mỗi tấm thẻ tín dụng Visa khi đặt dưới ánh sáng tia cực tím
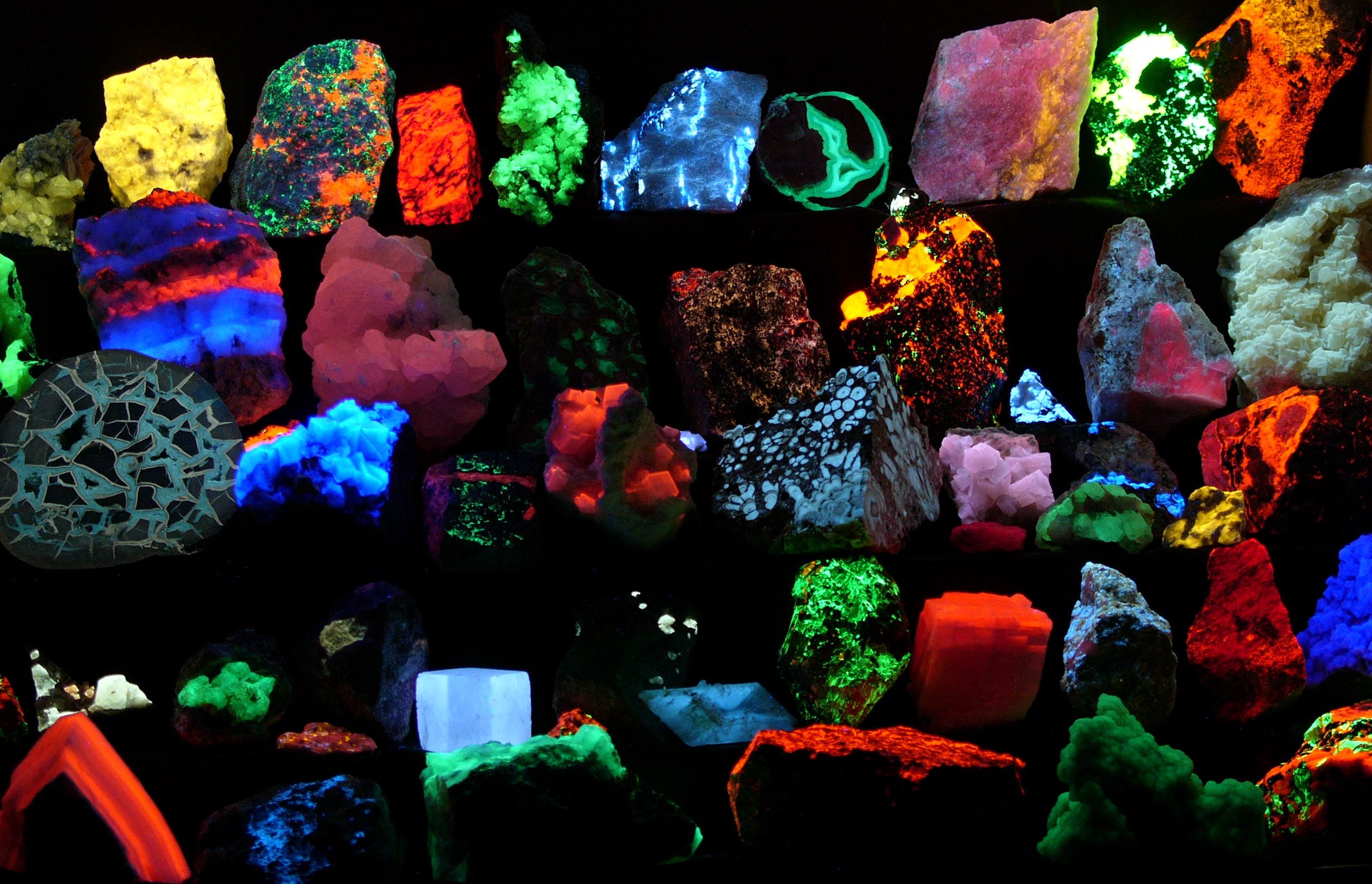
Bộ sưu tập những mẫu khoáng vật phát sáng huỳnh quang với những bước sóng khác nhau khi được kích thích dưới đèn cực tím.
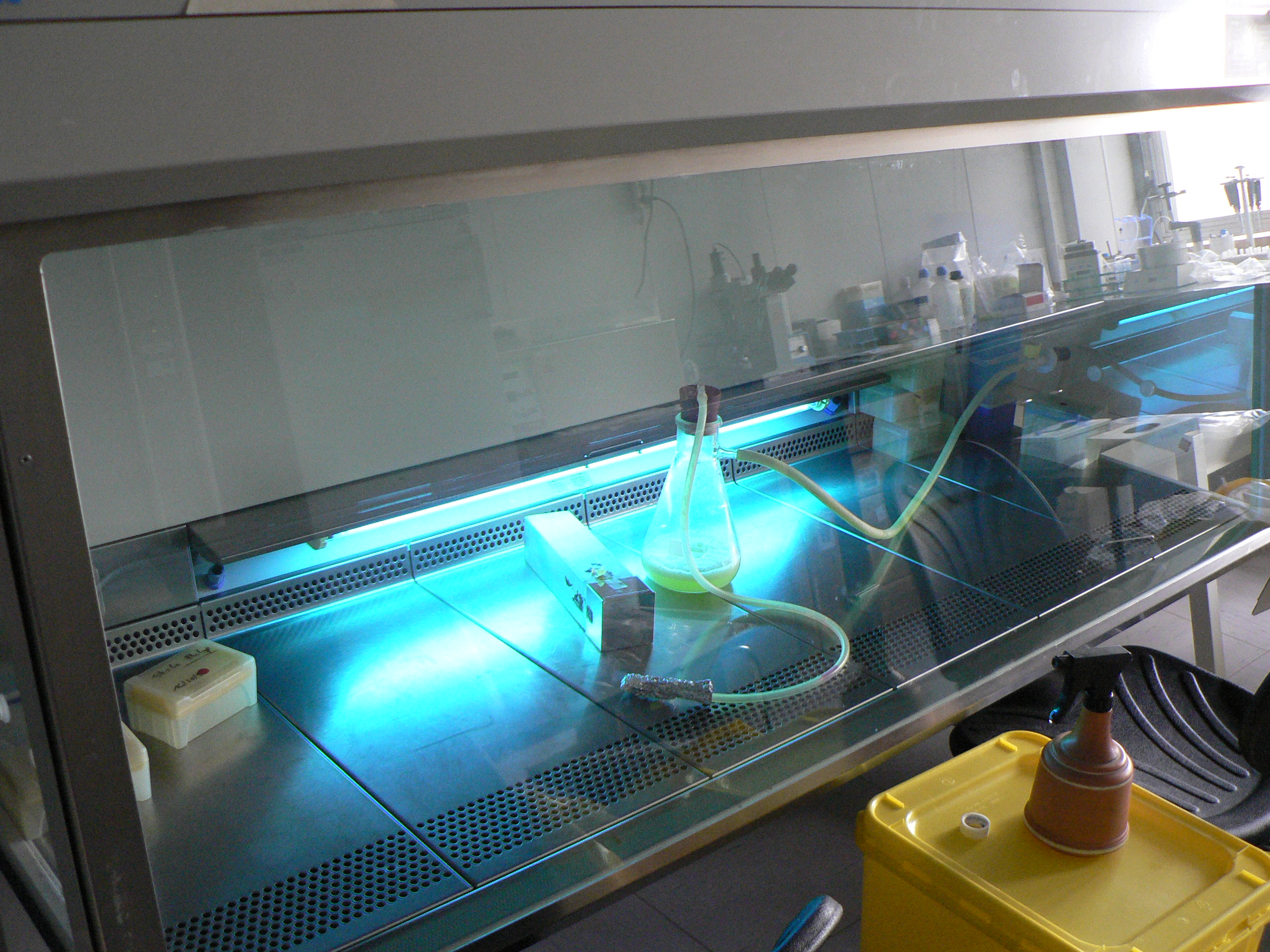
Đèn ống thủy ngân hơi với áp suất thấp tỏa sáng bên trong một tủ cấy với bước sóng cực tím ngắn khi không sử dụng để khử trùng diệt vi sinh vật (chỉ tác dụng trên bề mặt được chiếu)